# 徳安実蔵
徳安 実蔵（とくやす じつぞう、1900年2月13日 – 1988年2月7日）は、昭和期の政治家。正三位。総理府総務長官・郵政大臣。

## 来歴・人物
鳥取県気高郡青谷町（現・鳥取市）に農家の三男として生まれる。幼くして両親とは死別する。青谷実業補習学校を卒業後、近所の住職と神主について2年間漢学を学んだ。『大阪新報』、『東京夕刊』記者、月刊誌『運輸』発行人を経て、芝区（現在の東京都港区）会議員を皮切りに政界入りする。芝区会議長、東京市議、港区議、同区議会議長を経て、1952年第26回衆議院議員総選挙に自由党から旧鳥取全県1区にて立候補し初当選する。以後当選9回。東京市議時代から師事していた大野伴睦の派閥（大野派）に入り、大野の死去後は村上勇→水田三喜男派に所属した。
建設政務次官、衆院建設委員長を経て、1962年第2次池田内閣第2次改造内閣にて総理府総務長官となる。在任中は生存者叙勲を復活させた。1964年には第3次池田内閣改造内閣で郵政大臣に就任。続く第1次佐藤内閣でも留任し、翌年まで務めた。1976年、1979年の総選挙で落選し政界を引退する。1988年2月7日死去。84歳没。
苦労人ながら、好々爺然とした味わいで親しまれた。1976年勲一等旭日大綬章受章。没後正三位。
| 議会                   | 議会                                    | 議会                            |
| ---------------------- | --------------------------------------- | ------------------------------- |
| 先代 内海安吉          | 衆議院建設委員長 1955年 - 1957年        | 次代 薩摩雄次                   |
| 先代 綱島正興 三原朝雄 | 衆議院内閣委員長 1964年 1973年 - 1975年 | 次代 伊能繁次郎 (代理) 藤尾正行 |
| 公職                   |                                         |                                 |
| 先代 小平久雄          | 総理府総務長官 第8代：1962年 - 1963年   | 次代 野田武夫                   |
| 先代 古池信三          | 郵政大臣 第22・23代：1964年 - 1965年    | 次代 郡祐一                     |